# Tylocarcinus dumerilii
Tylocarcinus dumerilii is een krabbensoort uit de familie van de Epialtidae. De wetenschappelijke naam van de soort is voor het eerst geldig gepubliceerd in 1834 door H. Milne Edwards.